# Malaysias Grand Prix 2010
Malaysias Grand Prix 2010, officiellt 2010 Formula 1 Petronas Malaysian Grand Prix, var en Formel 1-tävling som hölls den 4 april 2010 på Sepang International Circuit i Malaysia. Det var den tredje tävlingen av Formel 1-säsongen 2010 och kördes över 56 varv. Vinnare av loppet blev Sebastian Vettel för Red Bull, tvåa blev Mark Webber för Red Bull och trea blev Nico Rosberg för Mercedes.

## Kvalet

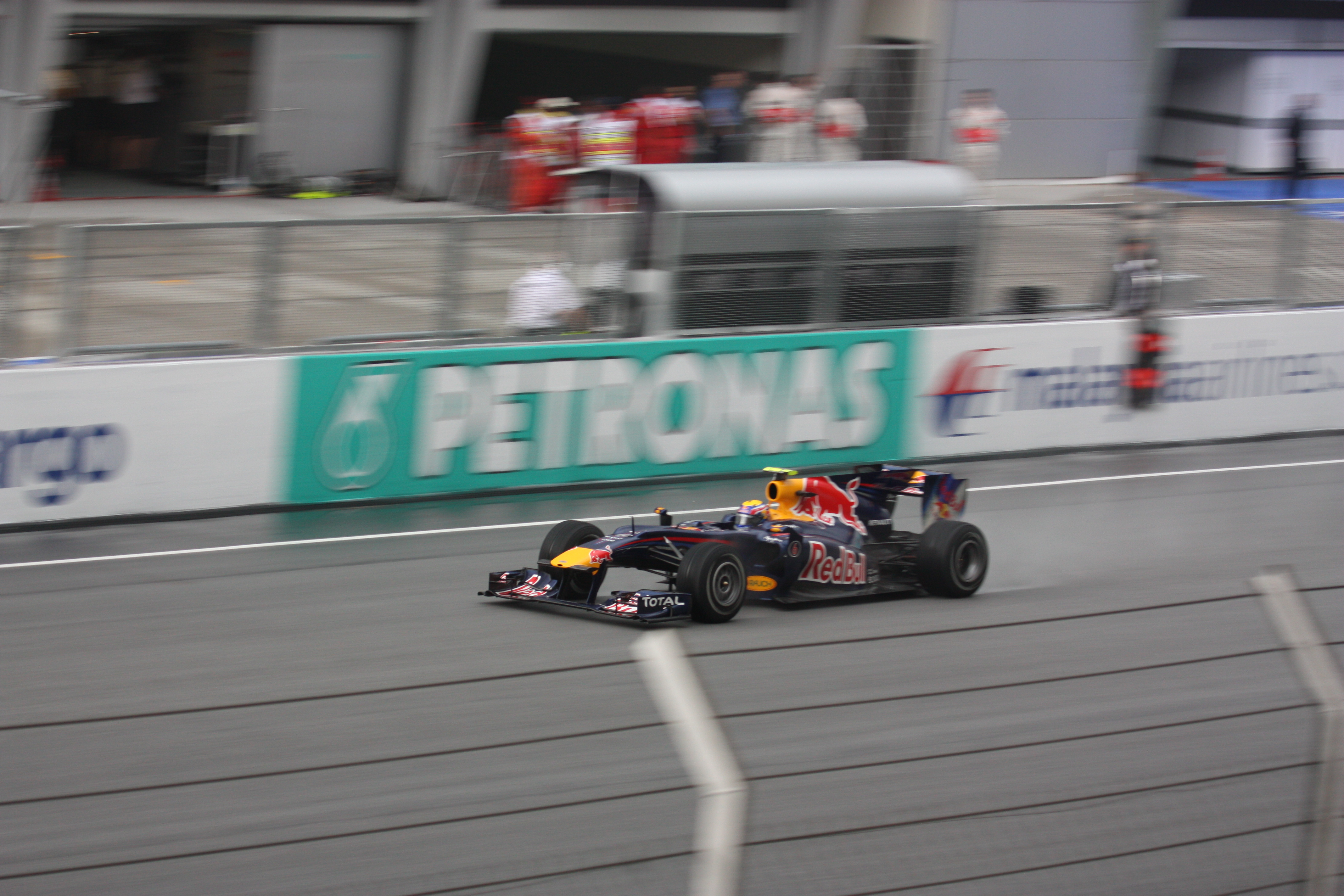
Mark Webber tog pole position...

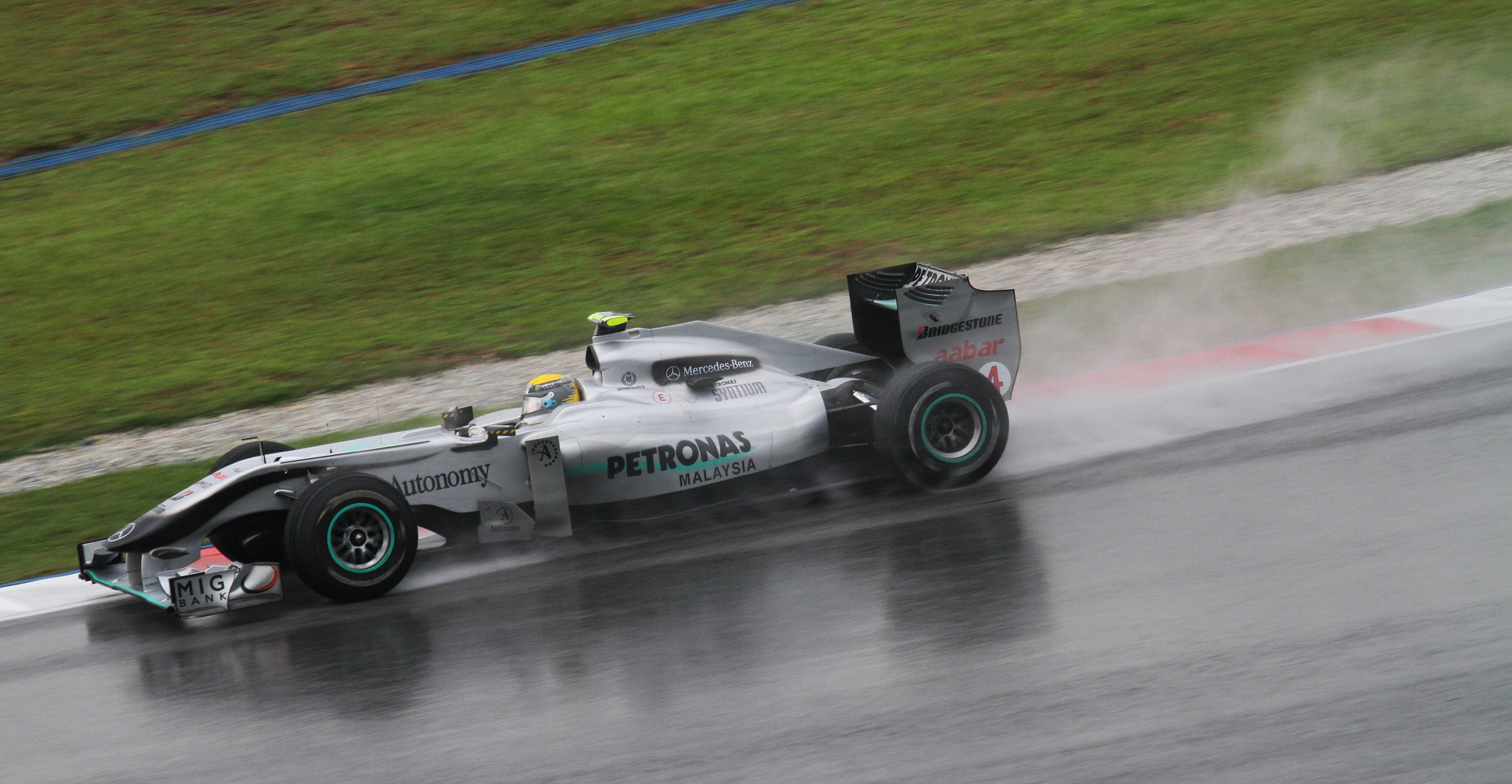
...före Nico Rosberg...

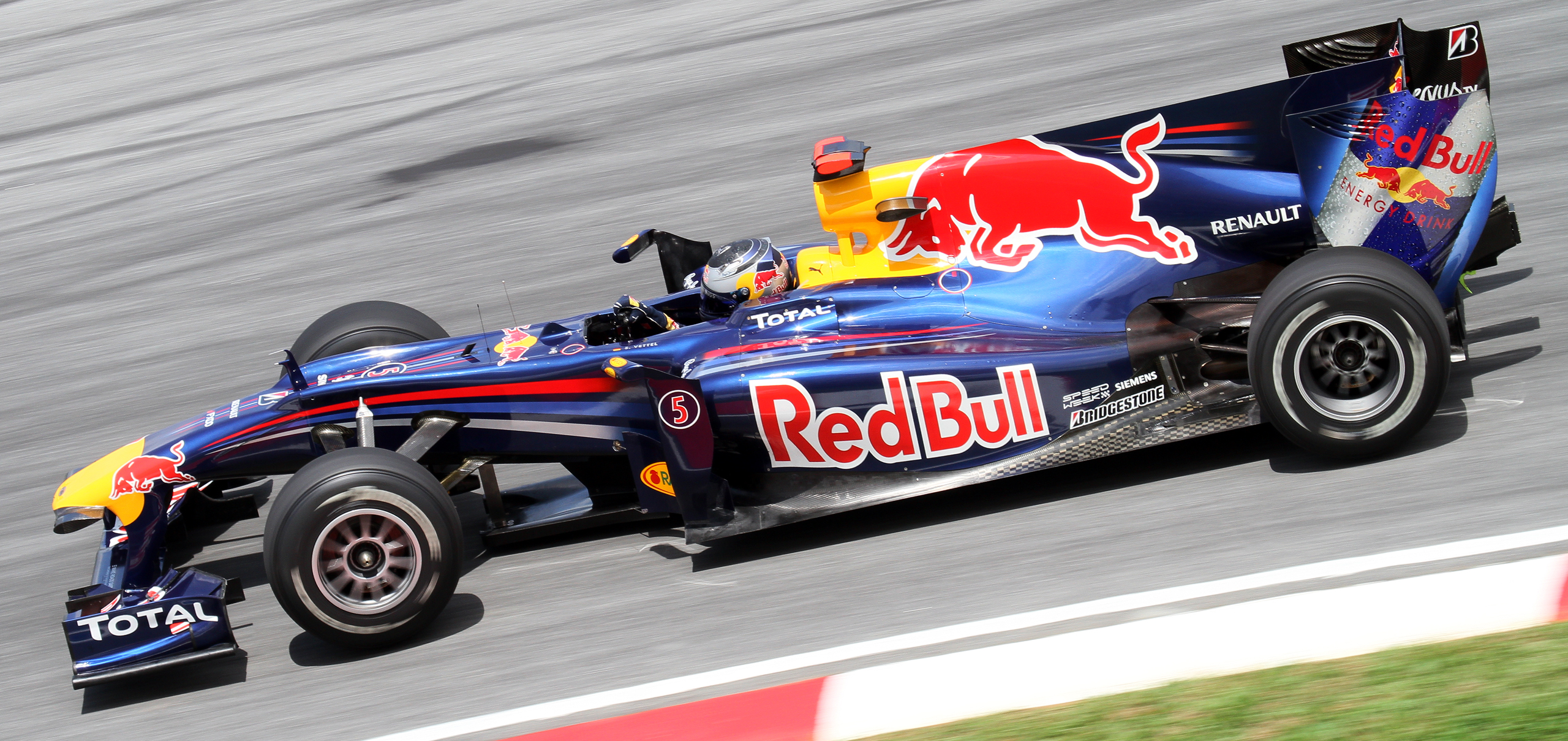
...och Sebastian Vettel.

| KR. | Nr | Förare             | Konstruktör          | Q1       | Q2        | Q3       | Grid |
| --- | -- | ------------------ | -------------------- | -------- | --------- | -------- | ---- |
| 1   | 6  | Mark Webber        | Red Bull-Renault     | 1.51,886 | 1.48,210  | 1.49,327 | 1    |
| 2   | 4  | Nico Rosberg       | Mercedes             | 1.52,560 | 1.47,417  | 1.50,673 | 2    |
| 3   | 5  | Sebastian Vettel   | Red Bull-Renault     | 1.47,632 | 1.46,828  | 1.50,789 | 3    |
| 4   | 14 | Adrian Sutil       | Force India-Mercedes | 1.49,479 | 1.47,085  | 1.50,914 | 4    |
| 5   | 10 | Nico Hülkenberg    | Williams-Cosworth    | 1.49,664 | 1.47,346  | 1.51,001 | 5    |
| 6   | 11 | Robert Kubica      | Renault              | 1.46,283 | 1.46,951  | 1.51,051 | 6    |
| 7   | 9  | Rubens Barrichello | Williams-Cosworth    | 1.50,301 | 1.48,371  | 1.51,511 | 7    |
| 8   | 3  | Michael Schumacher | Mercedes             | 1.52,239 | 1.48,400  | 1.51,717 | 8    |
| 9   | 23 | Kamui Kobayashi    | BMW Sauber-Ferrari   | 1.48,467 | 1.47,792  | 1.51,767 | 9    |
| 10  | 15 | Vitantonio Liuzzi  | Force India-Mercedes | 1.49,922 | 1.48,238  | 1.52,254 | 10   |
| 11  | 12 | Vitalij Petrov     | Renault              | 1.47,952 | 1.48,760  |          | 11   |
| 12  | 22 | Pedro de la Rosa   | BMW Sauber-Ferrari   | 1.47,153 | 1.48,771  |          | 12   |
| 13  | 16 | Sébastien Buemi    | Toro Rosso-Ferrari   | 1.48,945 | 1.49,207  |          | 13   |
| 14  | 17 | Jaime Alguersuari  | Toro Rosso-Ferrari   | 1.48,655 | 1.49,464  |          | 14   |
| 15  | 19 | Heikki Kovalainen  | Lotus-Cosworth       | 1.52,875 | 1.52,270  |          | 15   |
| 16  | 24 | Timo Glock         | Virgin-Cosworth      | 1.52,398 | 1.52,520  |          | 16   |
| 17  | 1  | Jenson Button      | McLaren-Mercedes     | 1.52,211 | Ingen tid |          | 17   |
| 18  | 18 | Jarno Trulli       | Lotus-Cosworth       | 1.52,884 |           |          | 18   |
| 19  | 8  | Fernando Alonso    | Ferrari              | 1.53,044 |           |          | 19   |
| 20  | 2  | Lewis Hamilton     | McLaren-Mercedes     | 1.53,050 |           |          | 20   |
| 21  | 7  | Felipe Massa       | Ferrari              | 1.53,283 |           |          | 21   |
| 22  | 20 | Karun Chandhok     | HRT-Cosworth         | 1.56,299 |           |          | 22   |
| 23  | 21 | Bruno Senna        | HRT-Cosworth         | 1.57,269 |           |          | 23   |
| 24  | 25 | Lucas di Grassi    | Virgin-Cosworth      | 1.59,977 |           |          | 24   |

| Vidare från första kvalrundan ▬▬ Vidare från andra kvalrundan ▬▬ |

## Loppet

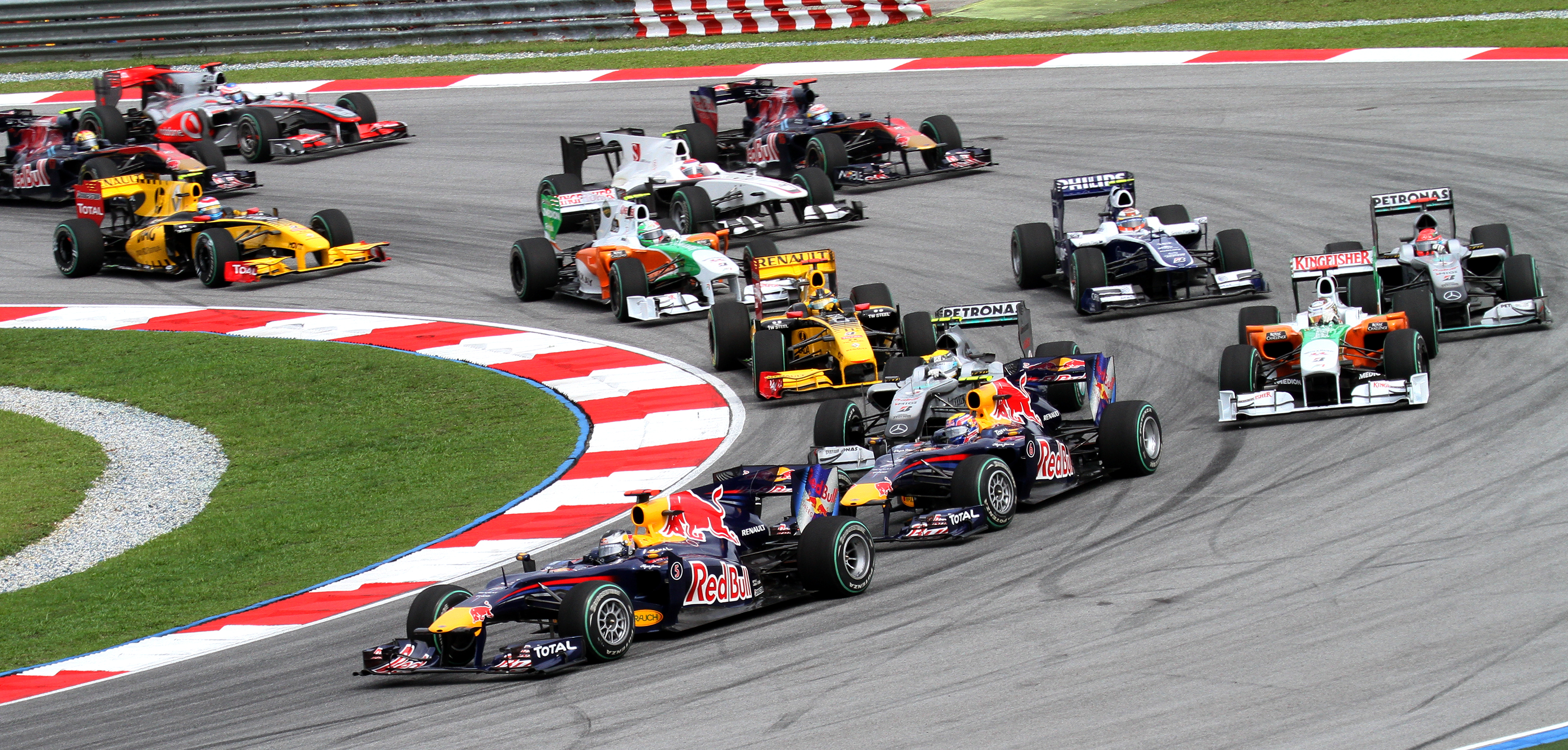
Första varvet.

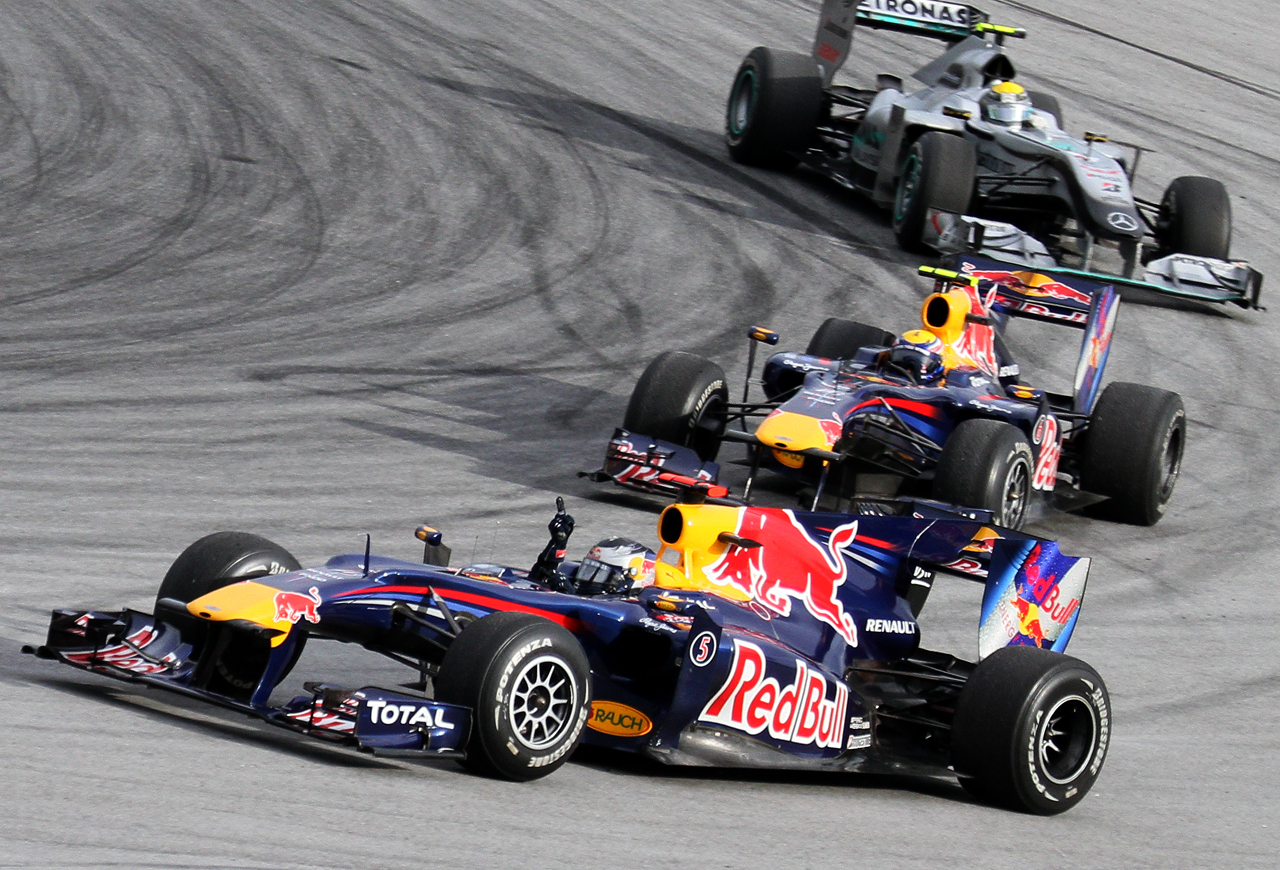
Ettan (Sebastian Vettel), tvåan (Mark Webber) och trean (Nico Rosberg) i loppet.

| Pos. | Nr | Förare             | Konstruktör          | Varv | Tid         | Grid | P  |
| ---- | -- | ------------------ | -------------------- | ---- | ----------- | ---- | -- |
| 1    | 5  | Sebastian Vettel   | Red Bull-Renault     | 56   | 1:33.48,412 | 3    | 25 |
| 2    | 6  | Mark Webber        | Red Bull-Renault     | 56   | +4,849      | 1    | 18 |
| 3    | 4  | Nico Rosberg       | Mercedes             | 56   | +13,504     | 2    | 15 |
| 4    | 11 | Robert Kubica      | Renault              | 56   | +18,589     | 6    | 12 |
| 5    | 14 | Adrian Sutil       | Force India-Mercedes | 56   | +21,059     | 4    | 10 |
| 6    | 2  | Lewis Hamilton     | McLaren-Mercedes     | 56   | +23,471     | 20   | 8  |
| 7    | 7  | Felipe Massa       | Ferrari              | 56   | +27,068     | 21   | 6  |
| 8    | 1  | Jenson Button      | McLaren-Mercedes     | 56   | +37,918     | 17   | 4  |
| 9    | 17 | Jaime Alguersuari  | Toro Rosso-Ferrari   | 56   | +1.10,602   | 14   | 2  |
| 10   | 10 | Nico Hülkenberg    | Williams-Cosworth    | 56   | +1.13,399   | 5    | 1  |
| 11   | 16 | Sébastien Buemi    | Toro Rosso-Ferrari   | 56   | +1.18,938   | 13   |    |
| 12   | 9  | Rubens Barrichello | Williams-Cosworth    | 55   | +1 varv     | 7    |    |
| 13   | 8  | Fernando Alonso    | Ferrari              | 54   | Motor1      | 19   |    |
| 14   | 25 | Lucas di Grassi    | Virgin-Cosworth      | 53   | +3 varv     | 24   |    |
| 15   | 20 | Karun Chandhok     | HRT-Cosworth         | 53   | +3 varv     | 22   |    |
| 16   | 21 | Bruno Senna        | HRT-Cosworth         | 52   | +4 varv     | 23   |    |
| 17   | 18 | Jarno Trulli       | Lotus-Cosworth       | 51   | +5 varv     | 18   |    |
| NC   | 19 | Heikki Kovalainen  | Lotus-Cosworth       | 46   | Hydraulik   | 15   |    |
| Ret  | 12 | Vitalij Petrov     | Renault              | 32   | Växellåda   | 11   |    |
| Ret  | 15 | Vitantonio Liuzzi  | Force India-Mercedes | 12   | Gasspjäll   | 10   |    |
| Ret  | 3  | Michael Schumacher | Mercedes             | 9    | Hjul        | 8    |    |
| Ret  | 23 | Kamui Kobayashi    | BMW Sauber-Ferrari   | 8    | Motor       | 9    |    |
| Ret  | 24 | Timo Glock         | Virgin-Cosworth      | 2    | Snurrade av | 16   |    |
| DNS  | 22 | Pedro de la Rosa   | BMW Sauber-Ferrari   | 0    | Motor       | 12   |    |

| Förare och stall som tog poäng ▬▬ |

## Ställning efter loppet
| Pos. | Förare           | Poäng |
| ---- | ---------------- | ----- |
| 1    | Felipe Massa     | 39    |
| 2    | Fernando Alonso  | 37    |
| 3    | Sebastian Vettel | 37    |
| 4    | Jenson Button    | 35    |
| 5    | Nico Rosberg     | 35    |

| Pos. | Konstruktör      | Poäng |
| ---- | ---------------- | ----- |
| 1    | Ferrari          | 76    |
| 2    | McLaren-Mercedes | 66    |
| 3    | Red Bull-Renault | 61    |
| 4    | Mercedes         | 44    |
| 5    | Renault          | 30    |

- Notering: Endast de fem bästa placeringarna i vardera mästerskap finns med på listorna.